# Эскадренные миноносцы типа «Лейтенант Ильин»
Эскадренные миноносцы типа «Лейтенант Ильин» — принадлежат к числу эскадренных миноносцев типа «Новик» второй серии. Тип и головной корабль серии назван в честь Дмитрия Сергеевича Ильина, героя Чесменского сражения.

## Вооружение
Вооружение всех эсминцев серии было одинаково. Минно-торпедное было представлено тремя трёхтрубными торпедными аппаратами. 

## Представители
В строй вступили эсминцы «Лейтенант Ильин», «Капитан Изыльметьев», «Капитан Белли», «Капитан Керн» и «Капитан Кингсберген».